# Xian autonome buyei et miao de Guanling
Le xian autonome buyei et miao de Guanling (关岭布依族苗族自治县 ; pinyin : Guānlǐng bùyīzú miáozú Zìzhìxiàn) est un district administratif de la province du Guizhou en Chine. Il est placé sous la juridiction de la ville-préfecture d'Anshun.

## Démographie
La population du district était de 309 778 habitants en 1999.